# Мобилен оператор
Мобилен оператор е компания, която предоставя телекомуникационни услуги предимно чрез безжична технология, без да се изключва и предоставянето на услуги с предимно наземни връзки.
Безжичните стандарти са много, но най-разпространеният е GSM (Global System for Mobile communications).

## Бизнес модел
Мобилният оператор наема честотен диапазон от наличния в държавата радиочестотен спектър и заплаща лиценз, за да може да извършва телекомуникационни услуги. Компанията може да предоставя безброй услуги, тъй като на практика непрекъснато влизат в сила нови технологии, които могат да се базират на мобилната мрежа.
Например: услугата за кратки съобщения SMS се базира на системата GSM, а от своя страна услугата „чат“ (на английски: chat – беседа, лафче) се базира на услугата за кратки съобщения. От своя страна външна за оператора фирма Х предоставя услугата Y (например „анонимна свалка“), базирана на услугата „чат“.
Мобилният оператор не е длъжен да бъде търговец на терминални устройства (в случая мобилни апарати), както не е длъжен да предоставя извънгаранционен сервиз. Неговата основна дейност е да предоставя среда за свързване и телефонни услуги. В повечето случаи предлагането на устройства заедно с услугите носи допълнителни приходи и мобилните оператори ги предлагат, което кара някои хора да мислят, че това е част от задълженията на компанията. Според стандарта GSM операторите нямат право да ограничават свързването към мрежата на терминални устройства, незакупени от оператора.

## В България
От началото на 1990-те до 2005 г., „Радиотелекомуникационна компания“ ЕООД, под търговската марка Мобиком, предоставяше услуги, използвайки мрежа по стандарта NMT450i.
Към юни 2016 г. в България се използват GSM (900 – 2100 MHz), UMTS (900 – 2600 MHz) и LTE (1800 – 2100 MHz) стандарти, като мобилните оператори, притежаващи лицензи, са:
- Мобилтел ЕАД – 4G LTE/ GSM / UMTS, търговска марка M-tel
- Теленор България – 4G LTE / GSM / UMTS, търговска марка Теленор
- БТК – 4G LTE / GSM / UMTS, търговска марка Вивател (по времето на БТК Мобайл ЕООД, до 2009) и Виваком
- Макс Телеком ООД – 4G LTE, търговска марка Макс
- Булсатком

Реално през 2011 г. мобилни гласови телефонни услуги чрез мрежи, работещи в обхвата 900, 1800 MHz и 2 GHz на пазара са предоставяли три предприятия: Мобилтел ЕАД, Космо България Мобайл и БТК, като и трите оператора към 31 декември 2012 са имали покритие на страната по територия над 99,9 % по стандарт GSM, а по стандарт UMTS – между 92 и 97%
От 2009 г. БТК Мобаил ЕООД е слята с фирмата – майка – БТК ЕАД с търговска марка Vivacom.
От октомври 2014 г. Космо България Мобайл е преобразувана в Теленор България с търговска марка Теленор.
За 2016 г. участници на българския пазар на мобилни гласови услуги са „Мобилтел“ ЕАД (Мобилтел), „Теленор България“ ЕАД (Теленор), БТК и „Макс Телеком“ ООД (Макс Телеком). Съотношението на техните абонати и реализирани приходи е показано на следващата таблица. 
| Мобилен оператор | Абонати [SIM карти] | Абонати [%] | Приходи [%] |
| ---------------- | ------------------- | ----------- | ----------- |
| Мтел             | 3 560 831           | 39,68       | 39,4        |
| Теленор          | 3 000 862           | 33,44       | 30,82       |
| Виваком          | 2 410 381           | 26,86       | 29,74       |
| Макс Телеком     | 1795                | 0,02        | 0,04        |
| Всичко           | 8 973 869           | 100         | 100         |

През 2017 г. Мобилтел става собственост на „А1 Телеком Аустрия Груп“, а от 18 май 2018 г. се преименува на „А1 България“.  На 17 декември 2018 г. дружеството „Макс Телеком ООД“ е обявено в несъстоятелност.  
На 1 август 2018 г. „Теленор България“ става част от PPF Group, а от 1 март 2022 г. се преименува на  „Йеттел България“.  След тези структурни промени в компаниите и навлизането на технологията 5G, към ноември 2022 г. в България действат 4 мобилни оператори, притежаващи лицензи:
- А1 България – 5G / 4G LTE / GSM / UMTS, търговска марка A1
- БТК – 5G / 4G LTE / GSM / UMTS, търговска марка Виваком
- Йеттел България – 5G / 4G LTE / GSM / UMTS, търговска марка Йеттел
- Булсатком